# Jewgienij Żurawlow
Jewgienij Pietrowicz Żurawlow (ros. Евгений Петрович Журавлёв, ur. 27 września?/9 października 1896 w Rudkowce, zm. 11 maja 1983 w Moskwie) – radziecki wojskowy, generał porucznik, Ukrainiec.
 

## Życiorys
Urodził się we wsi Rudkowka, rej. Bobrowicki, obwodzie czernihowskim w rodzinie ukraińskiej.
 
W 1915 roku powołany do armii carskiej, gdzie w 1915 ukończył 2 Peterhofską Szkołę Chorążych. Brał udział w I wojnie światowej na Froncie Południowo-Zachodnim, był dowódcą kompanii w stopniu chorążego.
 
W 1918 roku wstąpił do Armii Czerwonej. Uczestniczył w wojnie domowej walcząc na Froncie Południowym, Froncie Zachodnim i Froncie Południowo-Zachodnim. W tym czasie kolejno zajmował stanowiska: dowódcy plutonu, szefa wydziału operacyjnego sztabu kozackiej brygady kawalerii, dowódcy zwiadu dywizji kawalerii.
 
Po zakończeniu wojny domowej w latach 1922–1936 kolejno zajmował stanowiska: szefa sztabu dywizji kawalerii, pomocnika dowódcy pułku, szefa sztabu dywizji kawalerii. W tym czasie dwukrotnie ukończył wyższe kursy doskonalące wyższych dowódców (1925 i 1929) oraz w 1935 – Akademię Wojskową im. Frunzego. W 1936 roku został szefem sztabu 5 Korpusu Kawalerii. W październiku 1937 został starszym wykładowcą katedry kawalerii Wyższych Kursów Doskonalących Wyższych Dowódców, a w 1939 roku szefem sztabu 3 Korpusu Kawalerii.
Jako szef sztabu 3 Korpusu Kawalerii brał udział w wojnie radziecko-fińskiej w latach 1939–1940. W czerwcu 1940 roku został zastępcą dowódcy 5 Korpusu Zmechanizowanego, a następnie w czerwcu 1941 roku dowódcą tego korpusu. Korpusem tym dowodzi w czasie ataku Niemiec na ZSRR dowodząc nim w czasie walk na Białorusi, dwukrotnie wyprowadzał ten korpus z okrążenia.
W sierpniu 1941 roku został zastępcą dowódcy 30 Armii, a w listopadzie szefem sztabu Frontu Kalinińskiego, został wtedy ciężko ranny. Po wyjściu ze szpitala wrócił do dowództwa Frontu Kalinińskiego i został zastępcą dowódcy frontu ds. formowania.
We wrześniu 1942 roku został dowódcą 29 Armii broniącej linii rzeki Wołga. W styczniu 1943 roku został dowódcą 53 Armii, a następnie w marcu dowódcą 68 Armii, w październiku dowódcą 21 Armii. W styczniu 1944 roku został dowódcą 18 Armii, którą dowodził w czasie walk na zachodniej Ukrainie, w operacji lwowsko-sandomierskiej i wschodniokarpackiej. W listopadzie 1944 roku odwołany ze stanowiska do końca wojny pozostawał w dyspozycji wydziału kadr Naczelnego Dowództwa Armii Czerwonej.
 
Po zakończeniu wojny pełnił kolejno stanowiska: zastępcy dowódcy armii, zastępcy dowódcy ds. wyszkolenia Karpackiego Okręgu Wojskowego. W listopadzie 1945 roku został generalnym inspektorem piechoty Głównej Inspekcji Sił Zbrojnych ZSRR, a następnie zastępcą głównego inspektora Wojsk Lądowych Armii Czerwonej. Potem był pomocnikiem dowódcy Południowouralskiego Okręgu Wojskowego. W marcu 1955 roku został szefem Wydziału Kadr Wojsk Lądowych ZSRR i funkcję tę pełnił do czasu przejścia do rezerwy w 1960 roku. Zmarł w Moskwie.
 

## Awanse
- kombrig (17 lutego 1936)
- generał major (4 czerwca 1940)[1]
- generał porucznik (9 września 1943)

## Odznaczenia
- Order Lenina
- Order Rewolucji Październikowej
- Order Czerwonego Sztandaru (pięciokrotnie)
- Order Suworowa I kl.
- Order Kutuzowa I kl. (dwukrotnie)
- Order Bohdana Chmielnickiego I kl.
- Order Suworowa II kl.
- Order „Znak Honoru”
- Krzyż Srebrny Orderu Virtuti Militari (1946, Polska)[2]